# 李季卿
李季卿（？—767年），名李鼎，唐朝宗室。唐玄宗左相李适之的孙子。

## 生平
与父一同被贬为巴陵郡别驾。祖父李适之自杀后，接丧回都，李林甫令人诬告于河南府，被杖杀。
季卿弱冠举明经，再应制举，登博学宏词科，再迁京兆府鄠县尉。在唐肃宗时，历任至中书舍人，以公事坐贬通州别驾。唐代宗即位，自通州征为京兆少尹。不久复为中书舍人，拜吏部侍郎。又兼御史大夫，奉使宣慰河南、江淮。在吏部数年，转右散骑常侍。大历二年（767年）卒，赠礼部尚书。

## 家族
先祖李承为唐太宗之子恆山王。祖父李适之为左相。父李霅，为卫尉少卿。
子李融，官至滑州节度使。